# Aldo Olcese
Aldo Italo Olcese Vassallo (Lima, 23 de outubro de 1974) é um ex-futebolista profissional peruano que atuava como meia-atacante.

## Carreira
Aldo Olcese fez parte do elenco da Seleção Peruana de Futebol da Copa América de 2004.